# Маунтинхед
«Маунтинхед» (англ. Mountainhead) — американский телевизионный фильм режиссёра Джесси Армстронга по его же сценарию, Главные роли в фильме исполнили Стив Карелл, Джейсон Шварцман, Кори Майкла Смит и Рами Юссеф.
Премьера состоялась 31 мая 2025 года.

## Сюжет
Группа друзей-миллиардеров собираются вместе на фоне нарастающего финансового кризиса.

## В ролях
- Стив Карелл — Рэндалл
- Джейсон Шварцман — Хьюго Ван Ялк
- Кори Майкл Смит — Венис
- Рами Юссеф — Джефф
- Хэдли Робинсон — Хестер
- Энди Дейли — Каспер
- Эли Кинкейд — Берри
- Дэниел Орескес — доктор Фиппс
- Дэвид В. Томпсон — Лео
- Эми Маккензи — Джанин
- Ава Костиа — Пола

## Производство
Режиссёром и автором сценария фильма стал Джесси Армстронг, исполнительными продюсерами выступили Армстронг, Фрэнк Рич, Люси Преббл, Джон Браун, Тони Роуч, Уилл Трейси, Марк Майлод и Джилл Футлик. Фильм будет показан на HBO и Sky Cinema. В актёрский состав фильма вошли Стив Карелл, Джейсон Шварцман, Кори Майкл Смит, Рами Юссеф, Энди Дэйли и Хэдли Робинсон.
Основные съёмки проходили в Парк-Сити, штат Юта, в марте 2025 года.
В апреле 2025 года стало известно название фильма — Mountainhead, а одновременная премьера на канале HBO и стриминговом сервисе Max запланирована на 31 мая 2025 года.

## Отзывы и оценки
Адам Грэм в рецензии для The Detroit News поставил фильму четыре балла и пишет: «Это сатирический портрет современной мужественности среди нынешних техномагов — умный, острый и очень актуальный. Фильм смешной, когда не пугает». Лора Веннинг в рецензии для Empire поставила фильму 4 из 5 звезд и описала его так: «Мрачновато смешной, переходящий в фарс и заканчивающийся на леденящей душу финальной ноте, „Маунтинхед“, к сожалению, действительно фильм для 2020-х годов». Линда Холмс в рецензии для NPR пишет: «Хотя четверо мужчин в Маунтинхеде являются мишенями для язвительного взгляда Армстронга за их аморальный, антисоциальный подход к миру, кол, который он вбивает в их сердца, — это то, насколько они непримечательны во всех отношениях, кроме того, что они богаты». Джон Андерсон из The Wall Street Journal пишет: «При всей яркости сценария и умной игре, кто захочет провести столько времени с таким отталкивающим набором персонажей? Это большая работа для субботнего вечера».
К 4 июня 2025 года фильм стал самым просматриваемым оригинальным фильмом HBO со времён «Безупречного», собрав 1,3 миллиона зрителей на сегодняшний день.